# Пеплопад
Пеплопа́д — природное явление, выпадение пепла вулканического с высоты в несколько километров, одно из последствий извержения вулкана. Сила пеплопада оценивается в граммах осевшего пепла на квадратный метр площади.

## Распространённость явления
Случается в местностях с действующими вулканами.
Большинство действующих вулканов мира расположено в области т.н. Тихоокеанского вулканического огненного кольца, российской частью которого являются Камчатка, Курильские острова. Также вулканы имеются на островах в Атлантике, расположенных на глобальном тектоническом шве: в Исландии, на Тристан-да-Кунья и др.

## Опасность для населения
Пеплопад следует относить к опасным природным явлениям.
Непосредственно по извержении из вулкана пепельная взвесь в атмосфере в виде растянутого ветром шлейфа представляет определённую опасность для авиации (см. Извержение вулкана Эйяфьядлайокудль в 2010 году).
Свежевыпавший вулканический пепел может быть очень опасен для местных жителей. Он чрезвычайно абразивный, так как состоит из мельчайших и тончайших остроугольных обломков пород и вулканического стекла. Кроме этого, на поверхности мельчайших частиц пепла удерживается электростатический заряд, а также капельки воды и едких кислот. В связи с этим при пеплопадах воздух заметно электризуется, это может привести к поломке электроприборов. Присутствие в воздухе сернистых и других химически активных соединений может вызывать различные виды недомогания у жителей (аллергическую реакцию, респираторные заболевания и другое), отравление животных и воды в открытых резервуарах, порчу оборудования и так далее.

## См.также
- Тефра
- Пирокластический поток
- Лапилли
- Вулканическая бомба
- Вулканическая зима